# The Boogeyman
The Boogeyman ist ein US-amerikanischer Horrorfilm von Regisseur Rob Savage, der am 1. Juni 2023 in die deutschen und am darauffolgenden Tag in die US-amerikanischen Kinos kam. Es handelt sich um eine Verfilmung der gleichnamigen Kurzgeschichte aus dem Sammelband Night Shift (deutsch: Nachtschicht) von Stephen King, in der Sophie Thatcher, Vivien Lyra Blair und Chris Messina die Hauptrollen übernahmen.

## Handlung
Nach dem Tod ihrer Mutter Cara versuchen die Schwestern Sadie und Sawyer Harper, wieder zurück in ein normales Leben zu finden. Nur wenig Unterstützung erhalten sie dabei von ihrem trauernden Vater Will – selbst zwar ein angesehener Psychotherapeut –, der jedoch gegenüber seinen Kindern eher verschlossen auftritt. Eines Tages erscheint der verzweifelte Familienvater Lester Billings in Wills Heimbüro und berichtet darüber, dass seine drei Kinder nacheinander von einer ominösen Schattengestalt umgebracht wurden, an die er selbst nicht geglaubt hätte, bis er sie zum ersten Mal gesehen habe. Will hält Lesters Ausführungen für eine ausgedachte Spinnerei, mit der sein Patient seine eigene Schuld am Tod seiner Kinder rechtfertigen wolle, und ruft die Polizei. Noch bevor die Beamten eintreffen, erhängt sich Lester in einer Abstellkammer des Einfamilienhauses und wird dort wenig später von Sadie aufgefunden, die zuvor ein leises Streitgespräch vernahm.
Am Abend beginnt die junge Sawyer, ein leise flüsterndes Wesen in den dunklen Ecken ihres Zimmers zu sehen. Will und Sadie glauben den Aussagen des Mädchens zunächst nicht und vermuten ein psychisches Trauma aufgrund des Todes ihrer Mutter und den Vorkommnissen am vorherigen Tag hinter den vermeintlichen Einbildungen. Nichtsdestotrotz wird Sadie misstrauisch und beginnt, mithilfe der Aufzeichnung von Lesters Therapiesitzung eigene Nachforschungen anzustellen. Am nächsten Tag fährt sie zum mittlerweile verfallenen Haus der Familie Billings, wo sich die nach außen hin verrückt wirkende Familienmutter Rita schwer bewaffnet verschanzt hat.
Rita berichtet Sadie davon, dass sie und ihr Mann Lester den Schilderungen ihrer Kinder zunächst nicht geglaubt hatten, bis sie die Wahrheit auf schmerzhafte Weise erfahren mussten. Das Monster – von den Kindern nur „Der Boogeyman“ genannt – versteckt sich in der Dunkelheit, imitiert Stimmen, verfolgt und spielt mit seinen Opfern, bis es diese nacheinander umbringt und sich von ihrer Schwäche ernährt. Erneut zweifelt Sadie am Wahrheitsgehalt dieser Aussagen, bis sie den Boogeyman mit eigenen Augen im Haus ihrer Familie sieht.
Als der Boogeyman Sawyer verletzt und diese ins Krankenhaus muss, beschließt Sadie, das Monster endgültig umzubringen. Sie kommt einem Angebot von Rita nach und wird von der Witwe widerwillig als Köder benutzt, um den Boogeyman anzulocken. Als das Monster erscheint, versucht Rita, es mit mehreren Schüssen umzubringen, fällt dem Boogeyman letztendlich allerdings selbst zum Opfer. Sadie kann entkommen und versucht, ihre Familie vorzuwarnen, doch ihr Vater wurde mit der wieder genesenen Sawyer von der Kreatur bereits verschleppt. In einem finalen Kampf schaffen es Sadie, Sawyer und Will mit vereinten Kräften, den Boogeyman durch Verbrennen augenscheinlich zu vernichten.
Einige Zeit später nimmt die Familie Harper gemeinsam an einer Therapiesitzung bei Dr. Weller teil, wo sich Will gegenüber seinen Kindern über den Tod ihrer Mutter öffnet. Nach Ende der Beratung verlassen Will und Sawyer die Praxis, während Sadie noch zurückbleibt. Im Behandlungszimmer fällt ihr Blick auf eine plötzlich geöffnete Tür zu einem dunklen Raum; außerdem vernahm sie die Stimme von Dr. Weller, obwohl sich die Therapeutin gar nicht im Raum befand.

## Produktion

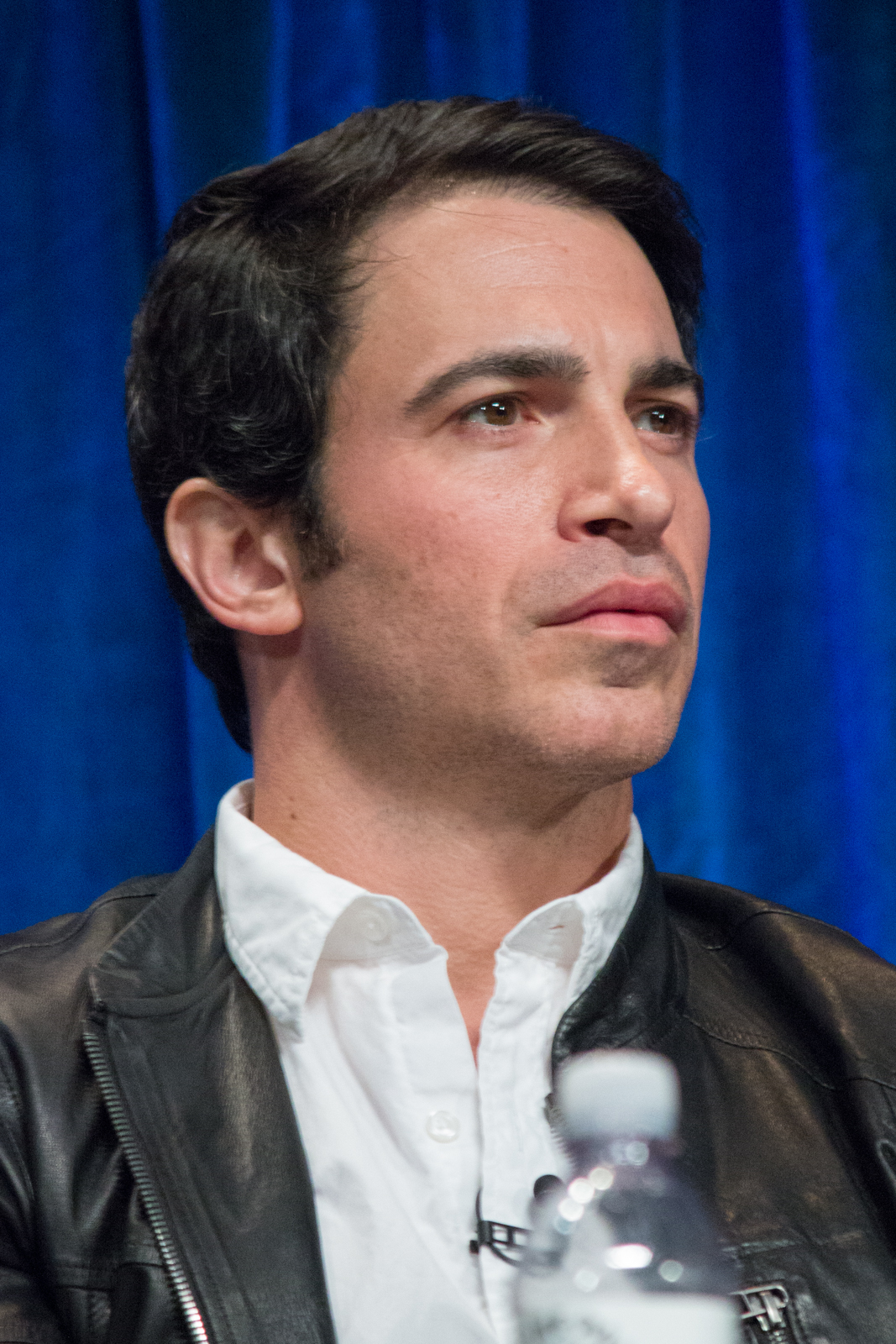
Chris Messina spielt den Familienvater Will Harper

Im Juni 2018 kündigte 20th Century Fox eine Filmadaption der erstmals 1973 veröffentlichten Kurzgeschichte The Boogeyman (deutscher Titel: Das Schreckgespenst) von Stephen King an, die von Scott Beck und Bryan Woods geschrieben werden sollte. Beide waren zuvor für das Drehbuch zum Horrorfilm A Quiet Place verantwortlich, den King als „wirklich außergewöhnliche Arbeit“ bezeichnet hatte. Die Kurzgeschichte The Boogeyman, die bereits zuvor als Vorlage für mehrere Kurzfilme diente, wurde von Beck und Woods erstmals auf Spielfilmlänge ausgedehnt. Die Erzählung folgt einem Familienvater, der kürzlich all seine Kinder verloren hat und nun fest davon überzeugt ist, dass ein Schreckgespenst für diese Tode verantwortlich ist. Seine Vermutungen und Ängste beichtet er einem Psychiater. Nach der Übernahme von Fox durch Disney wurde das Filmprojekt im August 2019 jedoch vorerst auf Eis gelegt.
Erst im November 2021 wurde die Produktion des Horrorfilms vorangetrieben, als The Boogeyman für den Streamingdienst Hulu angekündigt wurde. Als Regisseur wurde Rob Savage verpflichtet, während Dan Levine, Shawn Levy und Dan Cohen als Produzenten fungierten. Neben Beck und Woods war ebenso Mark Heyman als neuer Autor am Filmprojekt beteiligt, nachdem zuvor auch Akela Cooper eine Drehbuchfassung erarbeitet hatte. Der Besetzung schlossen sich Anfang 2022 Sophie Thatcher, Chris Messina, Vivien Lyra Blair, Marin Ireland, David Dastmalchian und Madison Hu an.
Die Dreharbeiten mit Kameramann Eli Born begannen im Februar 2022 in New Orleans und hatten ein Produktionsbudget von rund 41,9 Millionen US-Dollar zur Verfügung. Das titelgebende Monster entstand dabei komplett durch digitale CGI-Modellierung und wurde am Filmset nur durch einen 3D-Druck des Kopfes repräsentiert. Die ursprüngliche Drehbuchfassung sah vor, dass die zentrale Lichtquelle des Films ein Spielzeug-Lichtschwert in den Händen von Vivien Lyra Blair werden sollte. Da die Nachwuchsdarstellerin zuvor allerdings auch die Rolle der der jungen Leia Organa in der Star-Wars-Serie Obi-Wan Kenobi verkörperte, verweigerte Disney aus Marketinggründen die Nutzung der Requisiten. Die Produktion musste stattdessen auf eine modifizierte „Mondlampe“ zurückgreifen und betreffende Szenen umschreiben. Für die Filmmusik zeichnete der schwedische Komponist Patrick Johnsson verantwortlich. Das Soundtrack-Album mit insgesamt 26 Musikstücken wurde am 2. Juni 2023 von Hollywood Records als Download veröffentlicht.
Ein erster Trailer zum Film wurde am 29. Januar 2023 veröffentlicht; ein zweiter folgte am 17. April 2023. Die Weltpremiere erfolgte am 26. April 2023 auf der CinemaCon in Las Vegas. Ursprünglich sollte The Boogeyman in den Vereinigten Staaten auf Hulu und international auf Disney+ veröffentlicht werden. Nach starken Testvorführungen erhielt der Film allerdings einen US-amerikanischen Kinostart am 2. Juni 2023. In Deutschland kam der Film bereits einen Tag zuvor in die Kinos. Der digitale Heimkinostart erfolgte in den Vereinigten Staaten am 29. August 2023, ehe The Boogeyman ab dem 10. Oktober 2023 auch auf DVD und Blu-ray erhältlich war.

## Synchronisation
Die deutschsprachige Synchronisation entstand nach einem Dialogbuch und unter der Dialogregie von Kim Hasper bei EuroSync.
| Rolle           | Darsteller         | Synchronsprecher |
| --------------- | ------------------ | ---------------- |
| Sadie Harper    | Sophie Thatcher    | Marie Hinze      |
| Sawyer Harper   | Vivien Lyra Blair  | Ellis Drews      |
| Dr. Will Harper | Chris Messina      | Torben Liebrecht |
| Lester Billings | David Dastmalchian | Marius Clarén    |
| Rita Billings   | Marin Ireland      | Julia Kaufmann   |
| Dr. Weller      | LisaGay Hamilton   | Harriet Kracht   |
| Bethany         | Madison Hu         | Moira May        |
| Natalie         | Maddie Nichols     | Sabrina Schwarz  |
| Boogeyman       | Daniel Hagen       | Erich Räuker     |

## Rezeption

### Altersfreigabe
In den Vereinigten Staaten erhielt The Boogeyman von der MPA aufgrund von Terror, Gewalt, jugendlichem Drogenkonsum und der Sprache ein PG-13-Rating. In Deutschland vergab die FSK eine Freigabe ab 16 Jahren. In der Freigabebegründung heißt es, der Film habe eine bedrückende, unheilvolle Grundstimmung. Er enthalte zahlreiche genretypische Spannungsszenen und Schreckmomente, aber keine explizit ausgespielten Gewaltdarstellungen. Jugendliche ab 16 Jahren fänden in der jungen Protagonistin eine starke Identifikationsfigur und seien in der Lage, den Film als irreale Horrorgeschichte zu betrachten und eine emotionale Distanz zu wahren.

### Kritiken
Von den 194 bei Rotten Tomatoes aufgeführten Kritiken sind 60 Prozent positiv. Als zusammenfassendes Fazit zieht die Seite, The Boogeyman werde vielleicht seinem furchterregenden Ausgangsmaterial nicht gerecht, doch eine gruselige Atmosphäre und die soliden schauspielerischen Darbietungen würden für immer neuen Schauer sorgen. Bei Metacritic erhielt der Film basierend auf 37 Kritiken einen Metascore von 55 von 100 möglichen Punkten.
Als kleine, aber hervorragend inszenierte und äußerst nervenaufreibende Stephen-King-Adaption wird The Boogeyman von Frank Scheck in seiner Kritik für den Hollywood Reporter bezeichnet. Trotz einiger Schwächen funktioniere der Film vor allem aufgrund seiner Stimmung, des visuellen Stils und der talentierten Besetzung, auch wenn sich die Figuren wie so oft in Horrorfilmen fast lächerlich verhalten würden. Die Verlegung von einer Streamingveröffentlichung ins Kino sei dabei eine gute Entscheidung gewesen, da die Gruselszenen so atmosphärisch wären, dass sie von der großen Kinoleinwand profitieren würden. So steigere The Boogeyman seine Spannung über die gesamte Laufzeit so stark, dass der Film tatsächlich nervenaufreibend werde, wobei es zu einem klugen und sehr effektiven Einsatz von Jump-Scares komme. Erst als das titelgebende Schreckgespenst im finalen Akt endgültig enthüllt werde und dadurch die gruselige Vorstellungsebene beim Publikum entfalle, verliere The Boogeyman etwas an Wirkung und werde zum altbekannten Monsterfilm.

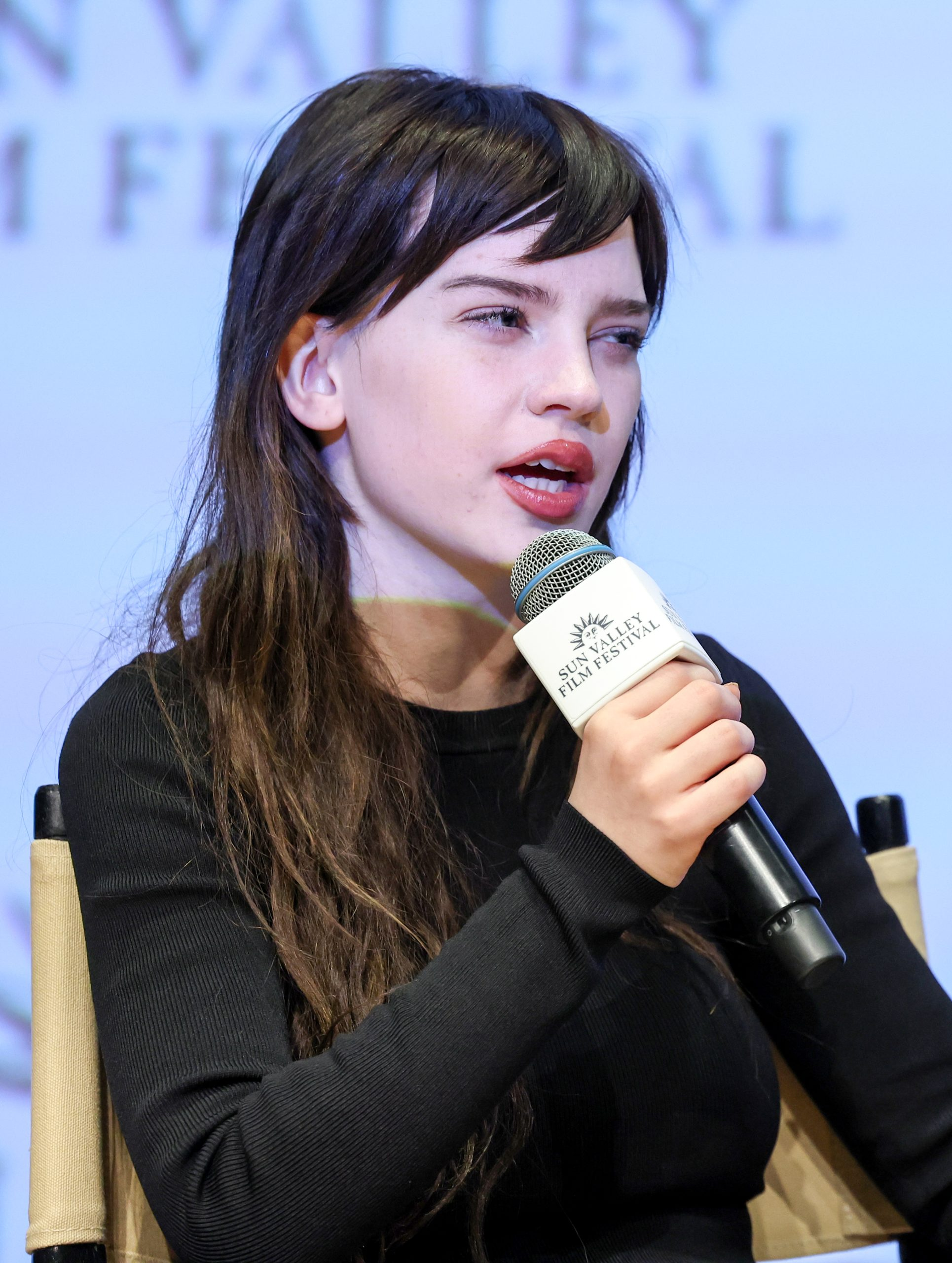
Sophie Thatcher (2023)

Überwiegend positiv steht auch Todd Gilchrist von Variety der Stephen-King-Adaption gegenüber, die für den Filmkritiker zwar gruselig und effektiv, allerdings nicht sonderlich erinnerungswürdig oder originell sei. The Boogeyman erinnere den Zuschauer dabei eindrücklich daran, wie es ist, Angst im Dunkeln zu haben, auch wenn die Gruselszenen nicht sonderlich innovativ wären. Der Film beginne als Studie über eine Familie, die sich mit Trauer und Schmerz auseinandersetze, und ende als Kampf gegen ein übernatürliches Monster. Regisseur Rob Savage inszeniere The Boogeyman dabei technisch perfekt, schaffe es aber nicht, die beiden Thematiken des Films handlungstechnisch und tonal passend miteinander zu verbinden. So verschwende die geschickt auf der Grenze zwischen Verzweiflung und Furchtlosigkeit aufspielende Hauptdarstellerin Sophie Thatcher viel Zeit mit der Hintergrundgeschichte des titelgebenden Monsters, vergesse dabei allerdings die anderen Familienmitglieder. Die Fokussierung auf das Worldbuilding und den Spannungsaufbau untergrabe dadurch die Wirkung dessen, was der Boogeyman tatsächlich hätte sein können. Trotzdem sei der Film intensiv und eine der besten Verfilmungen mit diesem Titel.
Zu einem gemischten Urteil gelangt Kate Erbland von IndieWire, für die es in The Boogeyman zwar keinen Mangel an fesselnden Ideen, allerdings nur wenig Subtilität gebe. Das von Scott Beck, Bryan Woods und Mark Heyman verfasste Drehbuch werfe dabei die Hauptfragen aus Kings Kurzgeschichte, was das Monster ist und was es will, schnell über Bord und enthülle den titelgebenden Bösewicht überraschend früh. Ab diesem Zeitpunkt werde The Boogeyman nur noch ein vergessenswerter Jump-Scare-Monsterfilm, der weder gruselig noch sonderlich interessant sei. Als einzig spannender Aspekt bleibe die Beziehung zwischen dem von Chris Messina verkörperten Familienvater zu seinen beiden Töchtern, von denen vor allem Sophie Thatcher eine fesselnde Leinwandpräsenz habe, allerdings vom dummen Drehbuch gelähmt werde. Auch Vivien Lyra Blair liefere überzeugende Darbietungen von Schrecken und Drama ab, ohne es dabei jedoch zu übertreiben. Als Fazit zieht Erbland, Rob Savages Version von The Boogeyman verstehe nicht, dass es nichts Beängstigenderes gebe, als das Unbekannte.
Enttäuscht zeigt sich Jeannette Catsoulis von der New York Times, die The Boogeyman als frustrierend schüchternen Horrorfilm bezeichnet, der für das Publikum nur schwer zu entziffern sei. Es gebe kaum Handlung, das eigentlich zentrale Thema der unausgesprochenen Trauer werde nur knapp behandelt und Figuren würden durchgehend dumme Entscheidungen treffen. Damit die wenigen Schauermomente überhaupt funktionieren könnten, müsse das Publikum jedwede Rationalität komplett aufgeben. Ein Großteil des Schreckens komme dabei allein über das durchaus unheimliche Sounddesign, da der Film sonst nicht allzu viel Hintergrundgeschichte für den Boogeyman zu bieten habe. So zieht Catsoulis als Fazit, dass das titelgebende Monster weder visuell noch erzählerisch eine zufriedenstellend Gestalt annehme.

### Einspielergebnis
Am Startwochenende konnte The Boogeyman in den Vereinigten Staaten mit einem Einspielergebnis von rund 12,3 Millionen US-Dollar den dritten Platz der US-amerikanischen Kino-Charts belegen. Die weltweiten Einnahmen aus Kinovorführungen belaufen sich auf 67,3 Millionen US-Dollar, von denen der Film allein 43,2 Millionen im nordamerikanischen Raum erwirtschaften konnte. In Deutschland verzeichnete The Boogeyman insgesamt 156.569 Kinobesucher.

### Auszeichnungen
Hollywood Music in Media Awards 2023
- Nominierung für die Beste Filmmusik – Horror/Thriller Film (Patrick Jonsson)[30]

Saturn-Award-Verleihung 2024
- Nominierung als Beste Nachwuchsschauspielerin (Vivien Lyra Blair)